# Ријете
Ријете су француски кулинарски специјалитет који се прави од свињског или живинског меса (гушчетина, пилетина, пачетина) или рибе (лосос, туњевина, бакалар, скуша), или чак од ракова.

## Рецепт
Најчешће се праве од свињског меса које је дуго кувано у масноћи, изгњечено ручно или машински, првобитно зачињено само сољу и бибером; према појединим локалним рецептима – посебно модерним – додају се и други зачини и евентуално вино или друге врсте алкохолних пића. Месо се дуго кува на лаганој ватри на масти. Затим се делови меса одвајају и формирају ријете. Како се хлади, маст се подиже на врх.

## Историја
Рецепт се појављује у 15. веку у Турени, у садашњем департману Ендр и Лоара. Француски писац Рабле пише о „смеђем џему од свиње”. Балзак ће уздизати ријете из Тура у роману Љиљан у долу из 1836. године. Пруст се такође позива на репутацију ријета из Тура у У потрази за изгубљеним временом. Ријете постају нарочито популарне захваљујући индустријској производњи у граду Ле Ману крајем 19. века. Разлика између ријета из Тура и ријета из Ле Мана се заснива у начину припреме: у Ле Ману су углавном масније него у Туру, где је месо мање млевено. Сваке године се организује такмичење за најбоље ријете из Тура, под покровитељством Братства ријета из Турене, са седиштем у Луин.